# Sólyom Fekete Ferenc
Sólyom Fekete Ferenc (Almaszeg, 1839. október 1. – Déva, 1906. augusztus 2.) királyi törvényszéki elnök, a Hunyadmegyei Történelmi és Régészeti Társulat megalapítója és örökös tiszteleti elnöke, Hunyadvármegye törvényhatósági bizottságának és Déva város képviselő-testületének volt tagja, a "Bihar" egykori felelős szerkesztője, az Emke hunyadvármegyei választmányának alelnöke, számos közművelődési, társadalmi és közgazdasági intézmény vezető tagja, kiváló jogi és történelmi író.

## Életpályája
1852–1860 között a nagyváradi főgimnáziumban tanult. A pesti egyetemen tanult 1860–1864 között. 1862-ben történelmi államvizsgát, 1864-ben pedig birói vizsgát tett. 1864–1866 között Pest vármegye pilisi járásában volt tisztviselő. 1867-től Nagyváradon ügyvéd volt. 1867-ben jogi doktor lett. 1867-ben tiszteleti megyei aljegyzővé nevezték ki. 1867–1869 között a balközép szellemű Bihar című napilap felelős szerkesztője volt. 1869-től Bihar vármegyei tiszti ügyészként dolgozott. 1871-től királyi ügyész volt Körösbányán. 1875-től törvényszéki elnök volt Déván. 1879-ben megalapította a Hunyad-vármegyei Történelmi és Régészeti Társulatot. 1885-ben alapítótagja volt az Erdélyi Magyar Közművelődési Egyesületnek (EMKE). 1887-ben kezdeményezte a dévai kincstári birtokra a bukovinai székelyek egy csoportjának letelepítését. 1890 körül megvakult; nyugdíjba vonult.
Nagyváradon Tisza Kálmán barátja volt, és a Tisza-féle bihari pontoknak egyik kidolgozója volt. Az általa gyűjtött iratok 1908–1909 között a Magyar Nemzeti Múzeumban voltak.

## Művei
- A közönséges és a részszerű magyar egyházjog elemei (Budapest, 1872)
- Az oláh incolatus Hunyad megyében
- Helyneveink történetéhez
- A magyarság ősisége Hunyad megyében
- A Zsilvölgy betelepítéséhez
- Egy ősi magyar telep [Hodát] múltjához
- A Kendeffy-család őseiről és birtokviszonyairól